# Shottesbrooke
Shottesbrooke är en civil parish i Storbritannien.   Den ligger i kommunen Windsor and Maidenhead i riksdelen England, i den södra delen av landet, 50 km väster om huvudstaden London. Antalet invånare är 141. Arean är 5,6 kvadratkilometer. Shottesbrooke gränsar till Kiln Green.
Terrängen i Shottesbrooke är mycket platt.